# Zbór Kościoła Zielonoświątkowego „Betel” w Gołdapi
Zbór Kościoła Zielonoświątkowego „Betel” w Gołdapi – zbór ewangeliczny o charakterze zielonoświątkowym, mający siedzibę w Gołdapi przy ul. Wojska Polskiego 12A. Należy do Kościoła Zielonoświątkowego w RP.

## Historia
Pierwszy ewangeliczny chrześcijanin po II wojnie światowej zamieszkał w Gołdapi w 1947, kolejna osoba dołączyła do niego w latach 50. XX wieku. Wierni ci nawiązali kontakty ze zborem Kościoła Chrześcijan Baptystów w Ełku oraz z niezarejestrowaną grupą zielonoświątkowców. Następnie przybyła tu kolejna rodzina ewangelicznie wierzących. Mieszkańcy ci pozostawali poza zarejestrowanymi zborami protestanckimi, spotykając się na modlitwach w domach prywatnych.
W 1985 doszło do nawrócenia kolejnej grupy osób, a miejscowa społeczność zielonoświątkowa stopniowo powiększała się. W okresie tym jej opiekunem pozostawał Lucjan Kowalewski. Jesienią 1985 wierni z Gołdapi skontaktowali się z pastorem Władysławem Plewińskim ze zboru w Kętrzynie w celu objęcia ich przez niego opieką duszpasterską. Kętrzyńska wspólnota była dla nich wówczas najbliżej położonym zborem Zjednoczonego Kościoła Ewangelicznego o charakterze zielonoświątkowym. Rada zborowa z Kętrzyna w dniu 19 grudnia 1985 zwróciła się do prezbitera naczelnego ZKE Edwarda Czajko z prośbą o zgodę na powołanie w Gołdapi placówki z Lucjanem Kowalewskim jako jej kierownikiem, a Prezydium Zjednoczonego Kościoła Ewangelicznego wystosowało 31 stycznia 1986 pismo o wyrażenie zgody na jej działalność do Wydziału do Spraw Wewnętrznych Urzędu Wojewódzkiego w Suwałkach. Gołdap stała się następnie oficjalnie placówką podległa zborowi w Kętrzynie.
W marcu 1988 gołdapska wspólnota zdecydowała o odłączeniu się od zboru w Kętrzynie i usamodzielnieniu się jako zbór „Betel”. Pastorem nowej jednostki został Marek Ciak. W lipcu 1988 pozyskane zostały pomieszczenia przy ul. Paderewskiego 4, gdzie utworzono siedzibę zboru, otwartą jesienią 1988.
W 1993 zbór w Gołdapi skupiał 91 ochrzczonych członków.
W związku z przeznaczeniem budynku przy ul. Paderewskiego do rozbiórki, zbór w lutym 1998 zaprzestał prowadzenia tam spotkań. Od tego czasu nabożeństwa prowadzone były w wynajmowanych lokalach, głównie w siedzibie Gołdapskiego Domu Kultury, natomiast pozostałe spotkania wiernych odbywały się w prywatnych mieszkaniach.
W końcu jesieni 1999 zbór dokonał zakupu dawnych garaży i warsztatu przy ul. Wojska Polskiego 12A, gdzie prace remontowe rozpoczęto jesienią 2000. Pierwsze spotkania wiernych w nowym obiekcie zainaugurowano w czerwcu 2001, a w kwietniu 2002 nastąpiło jego oficjalne otwarcie.
Na przestrzeni lat samodzielnego funkcjonowania, zbór w Gołdapi prowadził prace misyjną w innych miejscowościach, dzięki której doszło do powołania zborów zielonoświątkowych w Łomży (1989), Giżycku (1991), Suwałkach (1994), Warszawie (1996), Ostrołęce (1999) i Ełku (2017). Działalność ewangelizacyjną prowadzono również w Augustowie, Węgorzewie i Zambrowie.
Na koniec 2010 gołdapski zbór skupiał 159 wiernych, z tego 90 ochrzczonych członków. W 2014 liczba wiernych wynosiła około 180 osób.
Z uwagi na stały wzrost liczby członków wspólnoty, w 2016 przystąpiono do rozbudowy jej siedziby o nową salę nabożeństw, a powiększony budynek otwarty został podczas uroczystości w dniach 12-13 maja 2018, w której udział wziął Marek Kamiński, prezbiter naczelny Kościoła Zielonoświątkowego w RP.